# Église Saint-Rémi-et-Saint-Front de Neuilly-Saint-Front
L'église Saint-Rémi-et-Saint-Front de Neuilly-Saint-Front est l'église paroissiale de la commune homonyme.
Cette église fait l’objet d’un classement au titre des monuments historiques depuis le 5 février 1920.
Elle est aujourd'hui la propriété de la commune.